# Drewniana dzwonnica w Paczynie
Dzwonnica w Paczynie – zabytkowa, wolnostojąca dzwonnica znajdująca się w Paczynie w gminie Toszek, w powiecie gliwickim w województwie śląskim. Usytuowana w centralnej części wsi, przy kościele pw. św. Marcina.
Dzwonnica znajduje się na szlaku architektury drewnianej województwa śląskiego.

## Historia
Wybudowana w 1679 roku obok nieistniejącego dzisiaj drewnianego kościoła, który rozebrany został w 1931 roku, a na jego miejscu wybudowano obecną murowaną świątynię (kościół parafialny pw. św. Marcina).

## Architektura
Dzwonnica drewniana, wybudowana na planie kwadratu, w konstrukcji słupowej na fundamencie z kamieni polnych. Ściany zwężające się ku górze, oszalowane są deskami. Dzwonnica zwieńczona izbicą, nad którą znajduje się gontowy, namiotowy dach. Dzwonnica w 1975 roku poddana została pracom konserwatorskim (wzmocnienie fundamentów, wymiana oszalowania, wymiana gontów).